# Linia kolejowa Košice – Kraľovany
Linia kolejowa Košice - Kraľovany – linia kolejowa na Słowacji przebiegająca od stacji kolejowej Košice do stacji kolejowej Kraľovany.
Linia I kategorii, o znaczeniu międzynarodowym. Wchodzi w skład paneuropejskiego korytarza transportowego nr Va oraz europejskiego ciągu transportowego C-E 40.